# ルネサンス佐世保散弾銃乱射事件
ルネサンス佐世保散弾銃乱射事件（ルネサンスさせぼさんだんじゅうらんしゃじけん）は、2007年（平成19年）12月14日に長崎県佐世保市名切町のスポーツクラブ「ルネサンス佐世保」で発生した銃乱射事件である。
スポーツクラブ会員の男がクラブの施設内で散弾銃を11発発砲し、男女計2人を殺害、6人に重軽傷を負わせた。この事件の後、犯人は自殺。
この事件では銃規制の不備が指摘され、翌年、銃刀法が改正された。

## 事件概要
2007年（平成19年）12月14日19時10分ごろ、スポーツクラブ「ルネサンス佐世保」に散弾銃を持った男Xが入店した。Xはプールに直行すると、無言で散弾銃を発砲し始めた。プールで小中学生を指導中だった女性インストラクターA（当時26歳）は、生徒を誘導して事務室に逃げ込もうとしたが、先回りしたXは水着姿のAに向けて至近距離から発砲し、左脇腹に致命傷を負わせた。さらに、ロビー近くで犯行を制止しようとした男性B（当時36歳）にも数発発砲した。AとBは、運ばれた病院で死亡が確認された。また、大人4人と女子小学生2人が被弾し、重軽傷を負った。
Xは発砲後裏口から逃走した。迷彩服姿、身長180cm超という目撃証言から、犯人はアメリカ兵ではないかという憶測もあったが、警察が目撃者や関係者から情報を収集した結果、佐世保市内に住む当時37歳の無職の男が被疑者として浮上してきた。
連続発砲事件であったことから、長崎県警察銃器対策部隊と福岡県警察SATが出動。警察がXの行方を追っていたところ、15日1時ごろ、Xが所有する乗用車（三菱・デリカD:5）が発砲現場から約4km離れたカトリック船越教会の前の道路上に停まっているのを発見した。車内には誰もいなかったが、散弾銃2丁と空気銃1丁と迷彩服が見つかった。警察の記録によるとXは散弾銃を3丁所持していることから、警察はXがもう1丁の散弾銃を携え付近に潜んでいるものと見て、周辺の警戒と捜索に当たっていた。15日5時44分、教会から発砲音が聞こえたことから、警察が教会の敷地内を捜索したところ、7時35分ごろ、行方を追っていたXが散弾銃を持ったまま首から血を流して倒れているのが発見された。Xは既に死亡しており、警察は自殺と判断した。
周辺住民の証言から、Xの車は発砲事件発生から50分後の14日20時には同じ場所に停まっていたことが明らかとなった。Xはスポーツクラブで乱射した後、寄り道することなく教会に来たものと見られている。Xはこの教会の信徒であった。

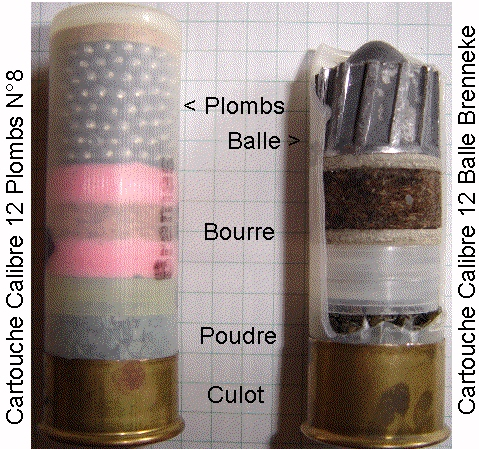
左が散弾、右がスラッグ弾

Xが犯行と自殺に使用した銃は、3連射可能な単身自動式の散弾銃ベレッタAL391であった。Xの車内には、事件で使用されなかった銃3丁の他、サバイバルナイフとガスマスクと実包約2500発が残されていた。見つかった実包のうち100発は、通常の散弾より殺傷能力が高いスラッグ弾であった。実包はこの他にも、Xの服のポケットから180発、自宅から22発見つかっている。火薬類取締法が自宅保管を認める実包の最大数は800発であるが、Xはこれを大きく上回る約2700発の実包を違法に所持していたことになる。
2008年（平成20年）2月2日、Xは殺人等の容疑で書類送検された。3月5日、長崎地検佐世保支部は被疑者死亡を理由にXを不起訴とした。

## 被疑者経歴
被疑者の男Xは1970年、佐世保市内で生まれた。両親はカトリック船越教会に通う敬虔な信徒であり、Xも生後まもなく同教会で洗礼を受けている。しかし、Xは成人してからは教会に行くことはなかった。
Xは佐世保工業高校に進学。高校時代の担任教師はXについて「温厚だった」と振り返る一方、ある同級生はXが黒ミサに興味を示し「不気味だった」と語る。また、卒業直前には万引きで謹慎処分を受けていたという。Xは高校卒業後、名古屋と東京で職を転々とした後、佐世保に戻り水産会社や病院で働いたが長続きしなかった。仕事のやり方で注意されると激高し短期間で退職することもあった。事件の1ヶ月前に入社した防犯設備会社は僅か10日で退職していた。弁護士を目指し司法試験を受けていたが、4年連続で不合格となっていた。
Xは銃に興味を示し、2002年夏、初めて佐賀県鳥栖市の銃専門店で銃を購入している。この際に購入したベレッタAL391を犯行時に使用している。Xは2007年9月までに散弾銃3丁と空気銃1丁を購入しており、警察には射撃競技と狩猟に用いると届け出ていた。事実、Xは一時クレー射撃クラブに所属していた。同じクラブのメンバーでXに銃を売った鉄砲店主は、Xの印象を「気が利き礼儀正しかった」と話している。一方で、Xには奇行も見られた。ある近隣住民はXが深夜、突然トイレを貸してほしいと訪ねてきたと語る。この近隣住民はXの銃所持許可取り消しを警察に求めていたが、警察はXに（銃の主要な構成部品である）先台の自主的な提出を要請しただけであった。先台の提出要請には法的拘束力がなく、Xはこれに応じることはなかった。
Xは安定した収入が無いのにもかかわらず、父親の退職金を頼って浪費を続けていた。犯行の数月前には、300万円の新車と40万円の漁船を購入していた。犯行直前には金融機関から570万円の借金を抱えていたが、母親が生活費の援助を打ち切ったことから、返済の目処が立たなくなっていた。

## 動機
被疑者であるXが自殺したため、動機の解明は難航した。当初は無差別殺人かと思われていたが、事件時たまたま客としてプールにいた、女性インストラクターAの交際男性を押しのけ、他の人に目もくれずAを狙撃していることから、警察は最初からAを計画的に狙った犯行と断定した。Xは数年前からルネサンス佐世保でウェイトトレーニングをしており、殺害したAに一方的な恋愛感情を抱いていたと見られている。
殺害された男性Bは、Xとは中学時代からの親友であり、Xにスポーツクラブに呼び出されて被害に遭った。Xはこの男性の他にも複数の旧友をスポーツクラブに誘っており、2階のプールを見下ろせる3階のギャラリーに行くよう携帯メールで指示していた。しかし、呼び出された男性たちは会員でないことから、3階のギャラリーに行くことができず2階のロビーでXを待っている間に発砲事件が起き、事件に巻き込まれた。
B射殺の動機について、警察はBが犯行を制止しようと試みたことに犯人が激昂したものと断定した。後にBの制止行為は警察官の職務に協力援助した者の災害給付に関する法律第2条が定める協力援助行為と認定され、遺族に給付金が支払われた。
警察は、Xが仕事に就けず借金返済もできなくなったことなどから、「自暴自棄となり犯行に至った」と結論付けている。しかし、好意を寄せていたAに対し殺意を抱くに至った理由や旧友たちをスポーツクラブに呼び出した理由については、明確な答えを出せていない。
動機について学者から様々な説が出ている。犯罪心理学者の福島章は自殺願望に言及し、「社会や周囲への被害妄想を抱くようになり、多くの人を道連れに死のうとしたのではないか」と語った。

## 銃規制
この事件では、生活が破綻していたXが銃を合法的に所持していたこと、その奇行から近隣住民が警察に銃所持許可の取り消しを再三求めていたにもかかわらず特に対策が採られていなかったことから、法体制や所持審査のあり方が問われた。佐世保市の市長と市議会は、銃の許可に際しチェックを強化するよう政府に意見書を提出している。町村信孝内閣官房長官は、「日本は銃器規制が世界一厳しい国であるといわれているが、現実にこういう事件が起きた」と述べ、事件を検証した上で反省点や改善点を探っていく考えを明らかにした。
警察庁は全ての銃保持者に自主的な委託保管を呼び掛けた。また、関係機関の連絡会議で自主的な規制や指導を強化する方針が確認されたが、害獣駆除や射撃競技などの必要性から画一的な銃規制に慎重な意見も出された。
銃規制強化の動きは野党にも見られ、民主党は12月26日、銃の保管場所を原則自宅から警察署等に変更する方向で法改正を検討していることを明らかにした。2008年4月25日、銃刀法の改正案が民主党から参議院に提出された。その後秋葉原でダガーナイフを用いた通り魔事件が起きたことを受けて、ナイフ規制拡大を盛り込んだ改正案が政府から提出された。与野党の協議の末、2008年11月28日改正銃刀法が成立し、2009年1月5日施行された。改正銃刀法では銃所持資格が28年ぶりに見直され、ストーカー行為、家庭内暴力、自殺の危険性がある者などが欠格事由に加えられた。銃と実包の保管場所については従来通り自宅を原則としている。